# Primo parco mondiale dello stile di vita mediterraneo

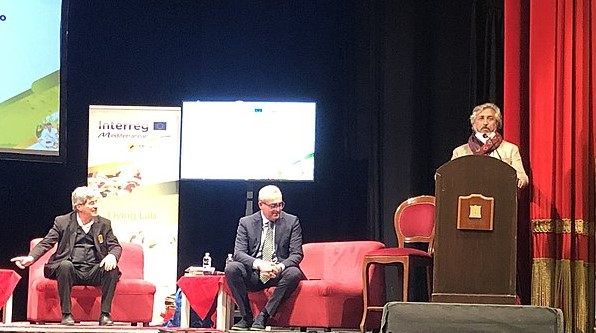
Primo parco mondiale dello stile di vita mediterraneo; incontro: Aspettando Terra Madre, intervento del sindaco di Caltanissetta, 31 marzo 2022

Il Primo parco mondiale dello stile di vita mediterraneo o anche Primo parco mondiale policentrico e diffuso dello stile di vita mediterraneo è un progetto di sviluppo territoriale di area vasta che, grazie ad un patto di comunità riesce a coinvolgere circa 300 partner pubblici, privati e sociali, che insistono nei territori dei Peloritani, Madonie, Sicani, sul versante occidentale dell'Etna, e dell'altipiano degli Iblei, tutti nella Sicilia centrale, in territori e comuni presenti nei territori del nisseno, dell'agrigentino, dell'ennese, del palermitano e del catanese.
Obiettivo primario di questo progetto è quello di preservare la dieta mediterranea quale bene protetto e inserito nella lista dei Patrimoni orali e immateriali dell'umanità dell'UNESCO. 
Caltanissetta, è la città capofila del progetto e vi aderisce insieme a 108 città e circa 150 soggetti istituzionali e privati.
Il 12 maggio 2022 la Regione Siciliana promulga una legge che regolamenta le attività del Parco.

## Storia

I paesi e le relative provincie aderenti al Parco; i 105 Comuni che aderiscono, a tutto il 2021, sono:
22 del Libero Consorzio di Caltanissetta,
19 di Enna,
33 di Agrigento,
12 di Catania,
12 di Palermo,
1 di Ragusa,
1 di Siracusa e
4 di Messina.

Questo progetto sulla dieta mediterranea si ispira e sottende l'accezione del termine greco δίαιτα, dìaita, «stile di vita»; sottolineando con questo termine, abitualmente nelle regioni del bacino del mediterraneo, l'insieme degli alimenti e dei comportamenti alimentari insieme agli stili di vita che gli esseri umani fanno per nutrirsi.
Mangiare insieme è alla base dell'identità culturale e della continuità delle comunità in tutto il bacino del Mediterraneo. È un momento di scambio sociale e di comunicazione, di affermazione e di rinnovamento dell'identità familiare, di gruppo o di comunità.
La dieta mediterranea sottolinea i valori dell'ospitalità, del vicinato, del dialogo interculturale e della creatività, e di uno stile di vita guidato dal rispetto della diversità. Svolge un ruolo fondamentale negli spazi culturali, nei festival e nelle celebrazioni, riunendo persone di tutte le età, condizioni e classi sociali. Comprende l'artigianato e la produzione di recipienti tradizionali per il trasporto, la conservazione e il consumo degli alimenti, compresi piatti e bicchieri in ceramica. Le donne svolgono un ruolo importante nel trasmettere la conoscenza della dieta mediterranea: ne tutelano le tecniche, rispettano i ritmi stagionali e gli eventi festivi, trasmettono i valori dell'elemento alle nuove generazioni.
Anche i mercati giocano un ruolo fondamentale come spazi di coltivazione e trasmissione della dieta mediterranea durante la pratica quotidiana di scambio, accordo e rispetto reciproco.»
(UNESCO - List of the Intangible Cultural Heritage of Humanity)

## Dimensioni
All'aprile 2022 fanno parte del Parco 103 comuni delle provincie di Agrigento, Caltanissetta, Catania, Enna, Messina, Palermo, Ragusa, mentre sono oltre 100 le organizzazioni, pubbliche, private e sociali.
Quando il Parco sarà a regime si prevedono, come partecipanti, 155 comuni della Sicilia centrale con un territorio di compreso tra i 10.000 e i 25.000 km quadrati e con una popolazione di compresa tra 1.150.000 e 5.000.000 abitanti.

## Obiettivi
Tra i macro-obiettivi vi sono: la creazione di una grande comunità dello stile di vita mediterraneo, il turismo in chiave esperienziale e le performances dell'export che portano economia dall'estero.
Ciò secondo gli ideatori del Parco può avvenire grazie alla messa a sistema di tutti gli attrattori turistico culturali presenti nella Sicilia centrale per migliorarne la loro visibilità diffondendo il buon vivere mediterraneo attraverso una serie di dimensioni da sviluppare. Le dimensioni individuate sono:
1. dimensione antropologica e comunitaria con il vivere insieme, con la convivialità e con il mangiare insieme,
2. dimensione alimentare con il sano e giusto cibo mediterraneo buono,
3. dimensione educativa, fondata sull'armonia e il senso del limite, con la promozione della vita comunitaria,
4. dimensione sportiva e salutistica (“mens sana in corpore sano”), con un mix armonico tra manualità e intellettualità e attività sportiva comunitaria all'aria aperta,
5. dimensione ecologica, con l'alleanza tra madre natura e storia, nella ecologia integrale per la terra “casa comune” secondo i dettami morali della “Laudato si'”,
6. dimensione economica, con una economia sostenibile, circolare, una green economy per una “oikos-nomia” (le regole della casa, la casa comune).

## Percorsi tematici e reti
Il parco si articola in vari percorsi turistici e ambientali attraverso l'individuazione e all'implementazione di 11 reti progettuali integrate:

### Rete dei camminamenti lenti
1. Rete dei camminamenti lenti, una rete di mobilità dolce dei cammini e delle vie di Sicilia, percorsi a piedi, a cavallo ed in bicicletta, ispirate da svariate motivazioni come la fede, lo svago, lo sport e altro. La rete strutturerà le singole vie e le promuoverà a livello internazionale in un unico sistema capace di offrirle al mondo. 

### Rete delle cucine mediterranee

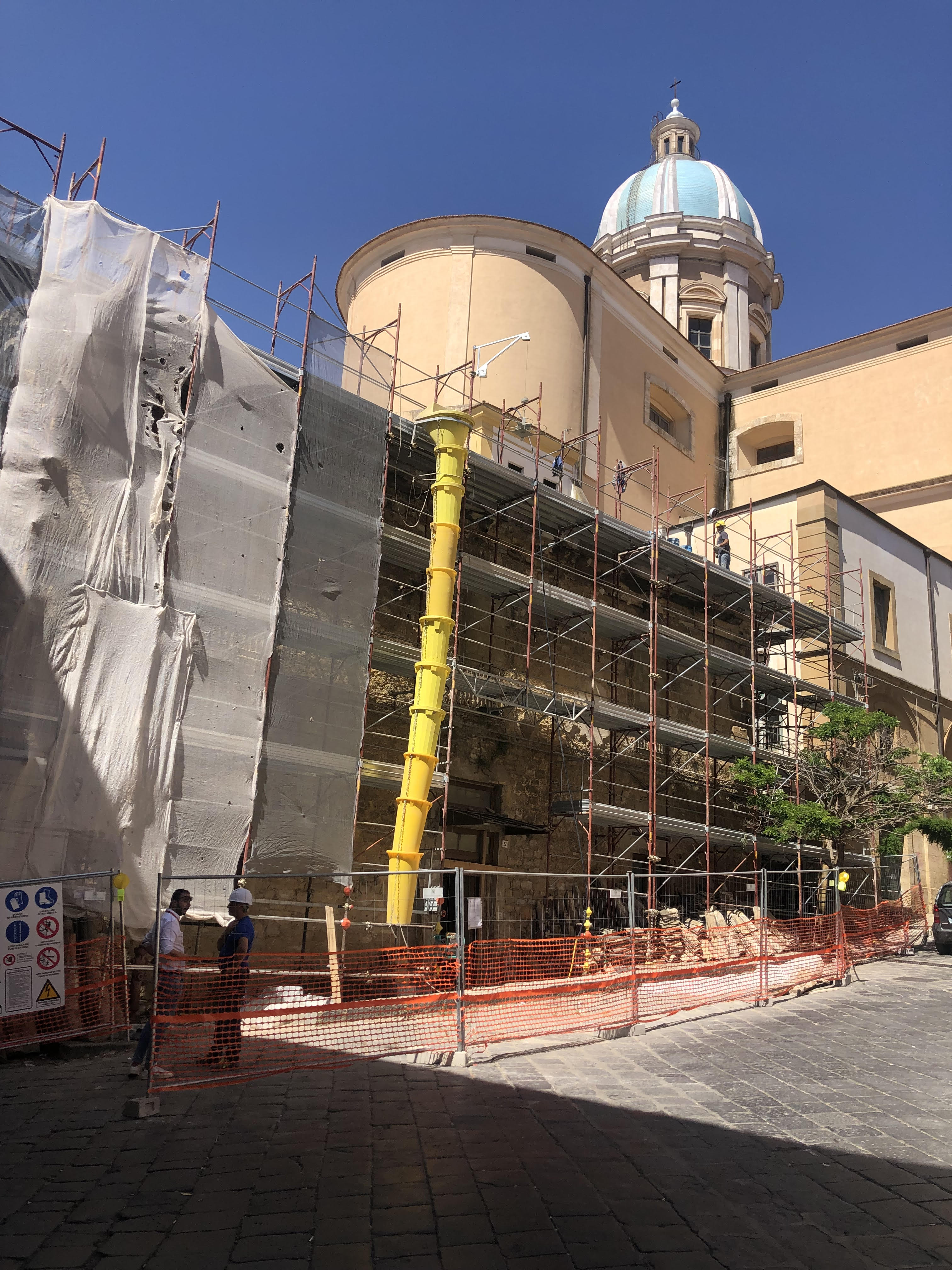
Lavori di ristrutturazione dell'edificio destinato alla creazione del laboratorio della cucina prototipale della dieta mediterranea in Via M. Tumminelli.

2. Rete delle cucine mediterranee, questa rete prevede, in ogni Comune aderente al Parco, la nascita di una cucina dello stile di vita mediterraneo, con annesso orto didattico, differentemente declinata in base alla grandezza del Comune ospitante. Ad esempio nei piccoli paesi o borghi si è pensato a forme di home restaurant mediterraneo, nei piccoli Comuni l'attivazione di una rete di ristoratori, masserie ed agriturismi che cucineranno i piatti della nostra cucina mediterranea, nei Comuni medio grandi e nelle città capoluogo del Parco la presenza di cucine mediterranee istituzionali e polifunzionali dove si promuoveranno una serie di attività in base alle singole potenzialità dei luoghi dedicati. 

### Rete delle ludoteche mediterranee
3. Rete delle ludoteche mediterranee, questa rete vede la nascita di una spazio gioco dedicato ai ragazzi soprattutto all'aperto in ogni Comunità del Parco. La ludoteca mediterranea è pensata come uno spazio innovativo per metodologia e per contenuti, così da poter realizzare anche in spazi naturalistici quali ad esempio riserve, parchi, aree verdi, fruibile a tutte le disabilità. Un luogo dove valorizzare l'attività fisica e manuale, al fine di controbilanciare la forte digitalizzazione dentro cui costantemente vivono i ragazzi e per restituire loro la dimensione reale.

### Rete dei borghi e castelli
4. Rete dei borghi e castelli, per questa rete i castelli ed i borghi sono pensati non solo come luoghi di cultura e visita, ma come un vero circuito commerciale (anche e-commerce) per la promozione e la vendita dei panieri che contengono i prodotti locali alla base dello stile di vita mediterraneo.

### Rete delle biodiversità mediterranea
5. Rete delle biodiversità mediterranea, questa è la biodiversità vegetale ed agricola, della rete ecologica siciliana (RES), della filiera agricola, agroalimentare ed enogastronomica, della filiera turistica (turismi, esperienziali, relazionali, valoriali e di prossimità). L'obiettivo sarà quello di istituire dei modelli di promozione economica sostenibile a partire dal turismo e dalla agricoltura.

### Rete delle mediateche mediterranee
6. Rete delle mediateche mediterranee, rete di erogatori culturali che, in maniera cross-mediale, anche attraverso l'uso dell'immaginario collettivo ed il cinema, utilizzano tutte le arti capaci di valorizzare l'identità mediterranea; gli ambiti sviluppati saranno: storia; letteratura, linguistica, semiotica; teatro; storia dell'arte (siciliana e mediterranea) patrimonio culturale classico, medioevale, moderno e contemporaneo; antropologia; arti visive e fotografia; musica, canto, danza; cinema, tv, audiovisivo e cineturismo. 
I soggetti sviluppati saranno: la Dieta Mediterranea; l'educazione alimentare ed ambientale; la storia del cibo e cibo nel mondo; cinema e cibo; i nostri testimoni culturali, la storia siciliana e mediterranea con la memoria delle miniere e la storia del movimento operaio e contadino siciliano.

### Rete delle mobilità e logistica
7. Rete delle mobilità e logistica, dove saranno effettuati interventi sulla viabilità secondaria e sulla logistica di merci e persone.

### Rete delle reti delle piramidi
8. Rete delle reti delle piramidi, all'interno del polo agroalimentare di Xirbi (vedi rete n. 11).

### Rete delle reti della formazione
9. Rete delle reti della formazione, ricerca e innovazione soprattutto legata all'aspetto agro bio ambientale.

### Rete delle comunità civiche
10. Rete delle comunità civiche, è stata trasmessa una comunicazione a tutti i sindaci della rete per promuovere la sottoscrizione dei Patti di Comunità, al fine di attivare l'asse che unirà tutte le comunità del parco nei tre ambiti esistenti: pubblico, privato e sociale; ciò attraverso lo strumento del Patto di Comunità; al quale hanno partecipato, il 25 marzo 2021, circa 50 partner. Le singole comunità locale diventano le cellula base del Parco.

### Rete formativa mediterranea
11. Rete formativa mediterranea grazie all'attivazione di un Polo dell'agroalimentare mediterraneo della Sicilia centrale; essa sarà una struttura a servizio dell'intero sistema, sarà la piattaforma promozionale e logistica dell'intera filiera agricola, agro-alimentare e enogastronomica del Parco. 
Il sito prescelto è quello della ex Prefacem (bene sequestrato e confiscato alla criminalità organizzata, trasferito al patrimonio del Comune di Caltanissetta), in un'area di complessivi mq 76.200, allocato in prossimità della Stazione di Caltanissetta Xirbi. Sito che è strategico per la presenza della vicina stazione che è il nodo centrale del sistema ferroviario siciliano lungo l'asse Messina-Catania-Palermo, l'asse Agrigento-Catania e l'asse Caltanissetta-Gela-Siracusa. È in corso il raddoppio e la ri-funzionalizzazione del nodo con la creazione di un itinerario di alta velocità/alta capacità; essa è stata ritenuta opera strategica secondo il Decreto Sblocca Italia (DL. nº 133 del 12 settembre 2014, convertito in L. nº 164 dell'11 novembre 2014).
Nell'ambito del programma ITALIA CITY BRANDING 2020 il 22 gennaio 2022 viene aggiudicata con il criterio dell'offerta economicamente più vantaggiosa per un importo di 581.811 € la progettazione esecutiva della realizzazione del polo agroalimentare nell'area confiscata della ex-Prefacem in C.da Xirbi.